# TRAPPIST-1h
TRAPPIST-1h е седмата планета от планетарната система TRAPPIST-1.
Тя е с размери между тези на Марс и Земята. Радиусът на планетата е около 71,5% от земния, а масата – 0,86 ± 0,084 земни маси. Тези две стойности правят TRAPPIST-1h най-малката планета в системата TRAPPIST-1. Плътността на планетата е около 1,297 ± 1,266 g/cm³, а гравитацията – около 16% от земната, подобно на тази на Луната. Температурата на повърхността ѝ е около 169 K (-104 °C).
TRAPPIST-1h обикаля около звездата си за 18,764 дни, а радиусът на орбитата ѝ е около 0,063 AU (за сравнение, разстоянието между Меркурий от Слънцето е около 0,38 AU).
Поради разстоянието от своята звезда, TRAPPIST-1h е твърде студена и не принадлежи към обитаемата зона. Въпреки това, тя може да приеме вода ако има богата на водород атмосфера, или в резултат на непрекъснато изпаряване, комбинирано с вътрешно нагряване. Ако не, тогава тя може да приеме подземен океан, задвижван от подземни вулкани, тъй като е ледена планета.
|  | Тази страница частично или изцяло представлява превод на страницата TRAPPIST-1h в Уикипедия на гръцки. Оригиналният текст, както и този превод, са защитени от Лиценза „Криейтив Комънс – Признание – Споделяне на споделеното“, а за съдържание, създадено преди юни 2009 година – от Лиценза за свободна документация на ГНУ. Прегледайте историята на редакциите на оригиналната страница, както и на преводната страница, за да видите списъка на съавторите. ВАЖНО: Този шаблон се отнася единствено до авторските права върху съдържанието на статията. Добавянето му не отменя изискването да се посочват конкретни източници на твърденията, които да бъдат благонадеждни. |